# Owen Davis
Owen Gould Davis (Portland, 29 gennaio 1874 – New York, 14 ottobre 1956) è stato un drammaturgo e sceneggiatore statunitense.

## Biografia
Nato in una numerosa famiglia nel Maine, Owen Davis ha studiato all'Università di Harvard. Autore prolifico, ha scritto circa settantacinque opere teatrali andate in scena a Broadway tra il 1900 e il 1948. La sua pièce Through the Breakers fu un grande successo di pubblico e rimase in cartellone per tre anni a Broadway, mentre nel 1923 vinse il Premio Pulitzer per la drammaturgia per il dramma Icebound. Ha inoltre lavorato come sceneggiatore ai Paramount Pictures dal 1927 al 1930. Nel 1931 pubblicò la sua prima autobiografia I'd Like to Do It Again, seguito nel 1947 da My First Fifty Years in the Theatre. Nel corso della sua carriera adottò numerosi pseudonimi, tra cui Ike Swift, Martin Hurley, Arthur J. Lamb, Walter Lawrence, John Oliver e Robert Wayne.
Fu sposato con Elizabeth Drury Breyer dal 1901 o il 1902 e la coppia ebbe due figli, Donald Davis e Owen Davis Jr.